# Gerald Skinner
Gerald H. Skinner va ser un tirador britànic que va competir a començaments del segle xx. El 1908 va prendre part en els Jocs Olímpics de Londres, on guanyà la medalla de bronze en la competició de fossa olímpica per equips.